# Rawaapu
Rawaapu is een bestuurslaag in het regentschap Cilacap van de provincie Midden-Java, Indonesië. Rawaapu telt 6844 inwoners (volkstelling 2010).